# Arnaud Petit
Arnaud Petit (Albertville, 17 febbraio 1971) è un arrampicatore, alpinista e guida alpina francese.
Pratica l'arrampicata in falesia, il bouldering e le vie lunghe e ha gareggiato nelle competizioni di difficoltà.

## Biografia
Nato ad Albertville nel cuore del Parco nazionale della Vanoise, ha cominciato ad arrampicare fin da piccolo grazie alla passione trasmessagli dai genitori. Ha condiviso la passione col fratello minore François Petit divenuto anch'esso pluricampione di arrampicata tanto che i due fratelli Petit sono stati spesso in competizione fra loro per la vittoria delle gare e dei circuiti mondiali.
Arnaud ha partecipato alle gare di arrampicata per otto anni, dal 1992 al 2000, culminati con la vittoria della Coppa del mondo nella stagione 1996.
Lasciate le competizioni nel 2000 si è dedicato alle vie lunghe di alta difficoltà in tutto il mondo e a fare il fotoreporter. Ha anche intrapreso la strada per divenire guida alpina, divenendo aspirante nel 2001 e poi guida nel 2004.
È sposato con la campionessa francese di boulder Stéphanie Bodet con la quale ha salito molte delle sue vie lunghe.

## Palmarès

### Coppa del mondo
|      | 1992 | 1993 | 1994 | 1995 | 1996 | 1997 | 1998 | 1999 | 2000 |
| ---- | ---- | ---- | ---- | ---- | ---- | ---- | ---- | ---- | ---- |
| Lead | 40   | 6    | 6    | 3    | 1    | 2    | 10   | 8    | 14   |

### Campionato del mondo
|      | 1995 | 1997 | 1999 |
| ---- | ---- | ---- | ---- |
| Lead | 2    | 8    | 4    |

## Statistiche

### Podi in Coppa del mondo lead
| Stagione | 1º | 2º | 3º | Podi totali |
| -------- | -- | -- | -- | ----------- |
| 1994     |    | 1  |    | 1           |
| 1995     |    | 2  | 1  | 3           |
| 1996     | 2  |    |    | 2           |
| 1997     | 1  |    | 1  | 2           |
| 1998     |    |    | 1  | 1           |
| Totale   | 3  | 3  | 3  | 9           |

## Falesia
Ha scalato fino all'8c+ lavorato e 8b a vista.

### Lavorato
- 8c+/5.14c:
  - Biographie - Céüse (FRA) - 1996 - Prima salita (versione breve di Realization)
  - Le Bronx - Orgon (FRA) - 1996
- 8c/5.14b:
  - Arcadémicien - Céüse (FRA)
  - Dures limites - Céüse (FRA)

### Trad
- 8b/5.13d:
  - Black bean - Céüse (FRA) - 2011[1]

## Boulder
Ha salito passaggi fino all'8A+/V12.

## Vie lunghe
- Walou Bass - Taghia (Marocco) - aprile 2011 – 165 m/8c[2]
- Voie Petit - Grand Capucin (FRA) - 20 luglio 2010 – 450 m/8b Quinta salita in libera (13 anni dopo l'apertura)[3]
- Babybel - Taghia (Marocco) - aprile 2010 – 220 m/8a[4]
- Ali Baba - Paroi Derobée di Aiglun (FRA) - 2010 - Seconda salita[5]
- Lost in translation - Yangshuo (Cina) - 2010 - 8a+ - Prima salita[6]
- Tough Enough - Karambony (Madagascar) - maggio 2008 – 380 m/8c Liberati tutti i tiri a parte il nono
- Babel - Taghia (Marocco) - settembre 2007 – 800 m/7c+ Prima salita[7]
- Free Rider - El Capitan (USA) - giugno 2007 – 1200 m/7c[8]
- Via Bonington - Torres del Paine (Patagonia) - gennaio 2007[9]
- Logical Progression - El Gigante (Messico) - dicembre 2006 – 800 m/7c+
- Rainbow Jambaïa - Salto Angel (Venezuela) - marzo 2006 – 900 m/7c+ Seconda salita
- Jolly Jocker, Muezzin e La Guerre Sainte - Wadi Ram (Giordania) - 11/2005 Concatenamento di tre vie in giornata[10]
- Eternal Flame - Torri di Trango/Nameless Tower (PAK) - 07/2005 - Salita non in libera[11]
- Le Futuroscope - Mali - 2005 – 400 m/7c+ Prima salita
- Le Grand Carnaval - Taghia (Marocco) - 2004 – 400 m/8a+ Prima salita con Michel Piola, Fred Roulx, Benoit Kempf et Fred Gentet
- Axe du Mal - Taghia (Marocco) - 2004 – 500 m/7c+ Prima salita con Michel Piola e Benoit Robert
- The Nose - El Capitan (USA) - 2003
- Rivières Pourpres - Taghia (Marocco) - 2003 – 500 m/7b+ Prima salita con Michel Piola e Benoit Robert
- Delicatessen - Bavella/Corsica (FRA) - 2001 – 150 m/8b Prima salita in libera
- Gondwanaland - Madagascar - 1998 – 800 m/7b+ Seconda salita
- Voie Petit - Grand Capucin (FRA) - 1997 – 450 m/8b Prima salita (non in libera)